# Formiguer barbanegre meridional
El formiguer barbanegre meridional (Hypocnemoides maculicauda) és una espècie d'ocell de la família dels tamnofílids (Thamnophilidae).
Habita matolls de ribera, bosc pantanós i petits llacs a le terres baixes, al nord-est i sud-est del Perú, nord i est de Bolívia i Brasil amazònic.